# Mark Francis Schmitt
Mark Francis Schmitt (* 14. Februar 1923 in Algoma; † 14. Dezember 2011 in De Pere, Wisconsin) war ein US-amerikanischer Geistlicher und römisch-katholischer Bischof von Marquette.

## Leben
Mark Francis Schmitt studierte von 1937 bis 1943 am Salvatorian-Seminar in St. Nazianz und von 1943 bis 1948 am St. Benedict College sowie an der St. John’s University in Collegeville. Er empfing am 22. Mai 1948 die Priesterweihe für das Bistum Green Bay. Er war zunächst an der St. Francis Xavier Kathedrale in Green Bay tätig. Anschließend war er Assistenzpfarrer an der Pfarre St. Rose of Lima in Clintonville und an St. Peter und Paul in Weyauwega. 1969/70 war er Pfarrer in St. Bernard.
Papst Paul VI. ernannte ihn am 30. April 1970 zum Weihbischof in Green Bay und Titularbischof von Ceanannus Mór. Der Bischof von Green Bay Aloysius John Wycislo weihte ihn am 24. Juni desselben Jahres zum Bischof; Mitkonsekratoren waren John Benjamin Grellinger, emeritierter Weihbischof in Green Bay, und Frederick William Freking, Bischof von La Crosse. Er war zuständig für das Apostolat Manitowoc, Diözesandirektor der katholischen Krankenhäuser, Vorsitzender der Kommission für Kunst und Architektur und zuletzt Direktor der Pastoralplanung.
Am 21. März 1978 wurde Schmitt von Paul VI. zum Bischof von Marquette ernannt und am 8. Mai desselben Jahres in das Amt eingeführt. Er engagierte sich insbesondere für das Laienapostolat.
Am 6. Oktober 1992 nahm Papst Johannes Paul II. seinen altersbedingten Rücktritt an.